# 利相希納
49°47′37″N 33°12′24″E / 49.79361°N 33.20667°E
利相希納（烏克蘭語：Лісянщина），是烏克蘭中部的村莊，隸屬波爾塔瓦州的盧布尼區。該村處於什托姆佩利夫卡附近，海拔高度144米，2001年人口167。